# Casa de la Vila (Palamós)
La Casa de la Vila és la seu de l'ajuntament del municipi de Palamós (Baix Empordà) inclòs a l'Inventari del Patrimoni Arquitectònic de Catalunya. L'edifici de la casa de la Vila va ser bastit l'any 1906, data que hi figura a la llinda de la porta d'accés. Edifici entre mitgeres que fa cantonada entre els carrers Major i Mauri i Vilar. Té planta quadrangular, amb planta baixa i un pis. És molt remarcable la façana d'accés; a la planta baixa hi ha una gran porta rectangular emmarcada amb pilastres de fust acanalat i capitell corinti. La llinda mostra decoració floral i clau central amb la data del 1906. El primer pis és ocupat per un balcó de pedra amb barana de balustres sostingut per mènsules, amb una gran obertura allindanada dividida en tres parts per dos pilars i amb una decoració a l'emmarcament similar a la de la planta baixa i un frontó on hi ha l'escut de la vila. Són també elements dignes d'esment la sala de sessions, amb motllures, així com els detalls modernistes de l'escala d'accés al primer pis.